# Bobby Cannavale
 (mars 2017).
Si vous disposez d'ouvrages ou d'articles de référence ou si vous connaissez des sites web de qualité traitant du thème abordé ici, merci de compléter l'article en donnant les références utiles à sa vérifiabilité et en les liant à la section « Notes et références ».
Pour les articles homonymes, voir Cannavale.
Robert Cannavale, dit Bobby Cannavale, est un acteur américain né le 3 mai 1970 à Union City (New Jersey).

## Biographie
Bobby Cannavale est né d'un père italien et d'une mère cubaine. Il a été élevé selon la tradition catholique et a fréquenté l'école St. Michael, où il a participé à un certain nombre d'activités parascolaires, y compris comme enfant de chœur et membre de la chorale. 
Ses parents divorcent alors qu’il a 13 ans et avec sa mère il déménage à Porto Rico. Après deux années en Amérique latine, ils s’installent à Margate, en Floride. 
Il retourne dans le New Jersey après obtention d’un diplôme d'études secondaires à la fin des années 1980, afin d'être plus proche de New York pour lancer sa carrière d'acteur.

### Vie privée
Il a été marié à Jenny Lumet, la fille de Sidney Lumet et la petite-fille de Lena Horne, de 1994 à 2003. Ils ont un fils, Jake Cannavale, né en 1995.
Il a été en couple avec l'actrice Annabella Sciorra entre 2004 et 2007. Puis toujours en 2007 avec Alison Pill, sa partenaire dans Mauritius.
En avril 2012, il se sépare de Sutton Foster, actrice à Broadway, avec qui il vivait jusque-là.
Depuis 2012, il est avec l'actrice Rose Byrne (Damages). En octobre 2015, sa compagne est photographiée enceinte. Le 1er février 2016 , il devient papa pour la seconde fois d'un petit garçon, prénommé Rocco Cannavale.
En août 2017, il est révélé que le couple attend son deuxième enfant. En novembre 2017, Rose donne naissance à leur deuxième enfant : Rafa Cannavale.

## Carrière
Il débute au cinéma avec un petit rôle dans I'm Not Rappaport. L'année suivante, il obtient un rôle dans le film Dans l'ombre de Manhattan.
En 1999, il est présent dans The Bone Collector et Gloria de Sidney Lumet. La même année, il incarne Bobby Caffey durant deux saisons dans la série New York 911, jusqu'en 2001.
En 2001, il joue avec Alan Arkin dans la série Tribunal central, écrit et réalisé par Sidney Lumet. L'année suivante, il rejoint le casting de Ally McBeal pour les cinq derniers épisodes de la dernière saison.
En 2003, il apparaît brièvement dans les deux derniers épisodes de la série Oz, où il joue le rôle du détenu, Alonzo Torquemada. 
De 2004 à 2006, il tient le rôle récurrent de Vince dans Will et Grace. Pour ce rôle, il remporte un Emmy Award en 2005.
Il apparait aussi en guest-star dans les séries Sex and the City, Six Feet Under, Oz, New York, police judiciaire, ainsi que dans les spin-off de cette dernière, New York, section criminelle et New York, unité spéciale.
En 2007, il joue aux côtés de John Leguizamo et Tyrese Gibson dans le film The Take. 
En 2009, il joue le rôle du détective Eddie Saccardo dans la série Cold Case.
En 2011, il est à l’affiche du film Les Winners de Thomas McCarthy, dans le rôle de Terry Delfino. L'année d'après, il joue dans la quatrième saison de Nurse Jackie, pour lequel il est nommé pour un Emmy Award. Il est également au casting de Boardwalk Empire, dans le rôle du gangster Gyp Rosetti, dans la saison 3.
En 2016, il se voit confier le rôle principal de la série Vinyl produite par Martin Scorsese et Mick Jagger, où il interprète un producteur de musique en quête de renouveau dans les années 1970. L'année suivante, il obtient un rôle récurrent dans la saison 3 de Mr. Robot, de Sam Esmail.
En 2019, il obtient l'un des rôles principaux de la série Homecoming, de Sam Esmail, aux côtés de Julia Roberts.
En 2022, il incarne l'un des personnages principaux de la mini-série The Watcher, distribuée par Netflix.

## Filmographie

### Cinéma

#### Années 1990
- 1996 : I'm Not Rappaport d'Herb Gardner (en) : Un client
- 1997 : Dans l'ombre de Manhattan (Night Falls on Manhattan) de Sidney Lumet : L'assistant de Vigoda
- 1999 : Gloria de Sidney Lumet : Jack Jesús Nuñez
- 1999 : Bone Collector (The Bone Collector) de Phillip Noyce : Steve, le petit ami d'Amelia

#### Années 2000
- 2001 : Taxis pour cible (3 A.M.) de Lee Davis : Jose
- 2002 : Washington Heights d'Alfredo Rodriguez de Villa : Angel
- 2002 : Le Gourou et les femmes (The Guru) de Daisy von Scherler Mayer : Randy
- 2003 : The Station Agent de Thomas McCarthy : Joe Oramas
- 2003 : Sexy Devil (Shortcut to Happiness) d'Alec Baldwin : Le flic
- 2004 : Fresh Cut Grass de Matthew Coppola : Billy Pecchio
- 2004 : Haven de Frank E. Flowers : Lieutenant
- 2004 : Shall We Dance? (Shall We Dance) de Peter Chelsom : Chic
- 2004 : The Breakup Artist de Vincent Rubino : Le voisin
- 2005 : Happy Endings de Don Roos : Javier Duran
- 2005 : Romance and Cigarettes de John Turturro : Fryburg
- 2006 : The Night Listener de Patrick Stettner : Jess
- 2006 : Une star dans ma vie (10 Items or Less) de Brad Silberling
- 2006 : Fast Food Nation de Richard Linklater : Mike
- 2006 : Des serpents dans l'avion (Snakes on a Plane) de David R.Ellis : Hank Harris, agent du FBI
- 2007 : The Take de Brad Furman
- 2008 : Périmètre mortel (100 Feet) d'Eric Red : Lou Shanks
- 2008 : Killing Gentleman (The Merry Gentleman) de Michael Keaton : Michael
- 2009 : Paul Blart : Super Vigile de Steve Carr : Commandant Jimmy Kent, SWAT

#### Années 2010
- 2010 : Very Bad Cops (The Other Guys) de Adam McKay : Jimmy
- 2011 : Les Winners (Win Win) de Thomas McCarthy : Terry Delfino
- 2013 : Blue Jasmine de Woody Allen : Chili
- 2013 : My Movie Project : Fake Superman
- 2013 : Parker de Taylor Hackford : Jake Fernandez
- 2014 : Chef de Jon Favreau : Tony
- 2014 : Annie de Will Gluck : Guy
- 2014 : Adult Beginners de Ross Katz : Danny
- 2015 : Spy de Paul Feig : De Lucca
- 2015 : Ant-Man de Peyton Reed : Paxton
- 2015 : Danny Collins de Dan Fogelman
- 2016 : The Fundamentals of Caring : Cash
- 2017 : Moi, Tonya (I, Tonya) de Craig Gillespie : Martin Maddox
- 2017 : Jumanji : Bienvenue dans la jungle (Jumanji: Welcome to the Jungle) de Jake Kasdan : Van Pelt
- 2018 : Ant-Man et la Guêpe (Ant-Man and the Wasp) de Peyton Reed : Paxton
- 2019 : Brooklyn Affairs de Edward Norton : Tony Vermonte
- 2019 : The Irishman de Martin Scorsese : Felix « Skinny Razor » DiTullio

#### Années 2020
- 2020 : The Jesus Rolls de John Turturro : Petey
- 2020 : Superintelligence de Ben Falcone : George Churchill
- 2021 : Thunder Force de Ben Falcone : le King
- 2021 : Jolt de Tanya Wexler : le détective Jalen Vicars
- 2021 : This Is the Night de James DeMonaco : Frank Larocca
- 2022 : Blonde d'Andrew Dominik : Joe DiMaggio
- 2023 : Ezra de Tony Goldwyn : Max Brandel (également producteur)
- 2023 : Old Dads de Bill Burr
- 2024 : Unstoppable de William Goldenberg
- 2024 : MaXXXine de Ti West : détective Torres
- 2025 : Blue Moon de Richard Linklater

### Télévision

#### Séries télévisées
- 1999 : Sex and the City : Le partenaire sexuel de Samantha Jones
- 1999 - 2001 : New York 911 (Third Watch) : Roberto 'Bobby' Caffey
- 2001 : Tribunal central ("100 Centre Street") : Jeremiah "J.J." Jellinek
- 2002 : Ally McBeal : Wilson Jade
- 2002 : New York, unité spéciale (saison 3, épisode 11) : Kyle Novacek
- 2002 : New York, police judiciaire (saison 13, épisode 6) : Randy Porter
- 2003 : New York, section criminelle (saison 3, épisode 3) : Julian Bello
- 2003 : Oz : Alonzo Torquemada
- 2003 : Le Cartel (Kingpin) : Chato Cadena
- 2004 - 2005 : Will et Grace (Will & Grace) : Vince D'Angelo
- 2005 : The Exonerated (en) : Jesse
- 2006 : Lipstick Jungle : Les Reines de Manhattan (Lipstick Jungle) : Parks
- 2007 - 2008 : Cold Case : Eddie Saccardo
- 2007 : New York, police judiciaire (saison 17, épisode 16) : J.P. Lange
- 2009 : Love Therapy : Trevor Pierce
- 2010 : Blue Bloods : Charles Rossellini
- 2010 : Trois Bagues au doigt (Marry Me) : Adam
- 2012 : Nurse Jackie : Dr Mike "Miguel" Cruz
- 2012 : Modern Family : Lewis
- 2012 : Boardwalk Empire : Gyp Rosetti
- 2016 : Vinyl : Richard 'Richie' Finestra
- 2017 : Mr. Robot : Irving
- 2017 : Master of None : Chef Jeff
- 2018 : Homecoming : Colin Belfast
- 2018 : Bojack Horseman : Vance Waggoner (voix)
- 2020 : Mrs. America : Tom Snyder
- 2021 : Nine Perfect Strangers : Tony
- 2021 : Money, Explained (documentaire, voix)
- 2022 : The Watcher : Dean Brannock

## Distinctions

### Récompenses
- 2005 : Primetime Emmy Award du meilleur acteur dans un second rôle dans une série télévisée comique pour Will et Grace
- 2013 : Primetime Emmy Award du meilleur acteur dans un second rôle dans une série télévisée dramatique pour Boardwalk Empire

## Voix francophones
En France, Constantin Pappas est la voix française régulière de Bobby Cannavale. Patrice Baudrier, Gilles Morvan, Jérémie Covillault et David Krüger l'ont aussi doublé respectivement à six (pour les deux premiers) et cinq reprises, pour les deux suivants. Occasionnellement, Maurice Decoster, Emmanuel Jacomy, Boris Rehlinger et Adrien Antoine l'ont aussi doublé.
Au Québec, Jean-François Beaupré et Thiéry Dubé  sont les deux voix les plus régulières de l'acteur.